# Соренто (Илиноис)
Соренто (енгл. Sorento) град је у америчкој савезној држави Илиноис.

## Демографија
По попису из 2010. године број становника је 498, што је 103 (-17,1%) становника мање него 2000. године.
| Група             | 2000.       | 2010.       |
| Белци             | 587 (97,7%) | 492 (98,8%) |
| Афроамериканци    | 0 (0,0%)    | 0 (0,0%)    |
| Азијати           | 0 (0,0%)    | 2 (0,4%)    |
| Хиспаноамериканци | 6 (1,0%)    | 0 (0,0%)    |
| Укупно            | 601         | 498         |